# Villers-sur-Auchy
Villers-sur-Auchy é uma comuna francesa na região administrativa de Altos da França, no departamento de Oise. Estende-se por uma área de 8,59 km². Em 2010 a comuna tinha 383 habitantes (densidade: 44,6 hab./km²).